# バラージュ・バーイ
バラージュ・バーイ（Balázs Baji、1989年6月9日 ‐ ）は、ハンガリー・ベーケーシュチャバ出身の陸上競技選手。専門はハードル。
110mハードルと室内60mハードルのハンガリー記録保持者。2017年ロンドン世界選手権男子110mハードルの銅メダリスト。

## 経歴
2016年3月、ポートランド世界室内選手権男子60mハードルで予選と準決勝を通過し、シニア世界大会で自身初の決勝に進出するとともに、この種目では2010年ドーハ大会のDániel Kiss以来、6年ぶり史上2人目のハンガリー人ファイナリストとなった。決勝は7秒65で6位に終わった。
2017年8月、ロンドン世界選手権男子110mハードルに今季世界9位タイ（13秒15）の記録を持って臨むと、予選を全体6位の13秒35（-1.2）、準決勝を全体5位の13秒23（+0.3）で通過し、この種目では1983年ヘルシンキ大会のGyörgy Bakos以来、34年ぶり史上2人目のハンガリー人ファイナリストとなった。準決勝で世界記録保持者のアリエス・メリットに先着し自信をつけたバーイは、決勝では途中でハードルを引っ掛けながらも冷静さを保ち13秒28（0.0）でフィニッシュ。オマール・マクレオド（13秒04）、セルゲイ・シュベンコフ（13秒14）に次いで銅メダルを獲得した。これは世界選手権のトラック種目でハンガリーが獲得した初のメダルであり、オリンピックも含めスプリントハードルでハンガリーが獲得した初のメダルでもあった。

## 自己ベスト
記録欄の（　）内の数字は風速（m/s）で、+は追い風を意味する。
| 種目         | 記録          | 年月日        | 場所                         | 備考               |
| 屋外         | 屋外          | 屋外          | 屋外                         | 屋外               |
| ------------ | ------------- | ------------- | ---------------------------- | ------------------ |
| 110mハードル | 13秒15 (+0.3) | 2017年7月4日  | セーケシュフェヘールヴァール | ハンガリー記録     |
| 100m         | 10秒60 (+0.1) | 2009年6月27日 | セーケシュフェヘールヴァール |                    |
| 室内         |               |               |                              |                    |
| 60mハードル  | 7秒53         | 2017年2月19日 | ブダペスト                   | 室内ハンガリー記録 |
| 60m          | 6秒85         | 2013年1月26日 | ブダペスト                   |                    |

## 主要大会成績
備考欄の記録は当時のもの
| 年   | 大会                          | 場所             | 種目   | 結果   | 記録          | 備考                          |
| ---- | ----------------------------- | ---------------- | ------ | ------ | ------------- | ----------------------------- |
| 2007 | ヨーロッパジュニア選手権 (en) | ヘンゲロー       | 110mJH | 準決勝 | 13秒80 (+1.9) |                               |
| 2008 | 世界ジュニア選手権            | ブィドゴシュチュ | 110mJH | 7位    | 13秒60 (+1.1) |                               |
| 2009 | ヨーロッパ室内選手権 (en)     | トリノ           | 60mH   | 予選   | 7秒94         |                               |
| 2009 | ヨーロッパU23選手権 (en)      | カウナス         | 110mH  | 予選   | 13秒96 (+0.9) | 自己ベスト                    |
| 2010 | ヨーロッパ選手権              | バルセロナ       | 110mH  | 予選   | 14秒01 (-1.8) |                               |
| 2011 | ヨーロッパ室内選手権 (en)     | パリ             | 60mH   | 予選   | 7秒77         | 自己ベスト                    |
| 2011 | ヨーロッパU23選手権 (en)      | オストラヴァ     | 110mH  | 2位    | 13秒58 (-0.4) | 自己ベスト                    |
| 2011 | ユニバーシアード (en)         | 深圳             | 110mH  | 6位    | 13秒71 (-0.3) |                               |
| 2011 | 世界選手権                    | 大邱             | 110mH  | 予選   | 14秒06 (-0.2) |                               |
| 2012 | 世界室内選手権                | イスタンブール   | 60mH   | 準決勝 | 7秒76         |                               |
| 2012 | ヨーロッパ選手権              | ヘルシンキ       | 110mH  | 準決勝 | 13秒68 (-1.1) | 予選13秒50 (+1.1)：自己ベスト |
| 2012 | オリンピック                  | ロンドン         | 110mH  | 予選   | 13秒76 (+0.4) |                               |
| 2013 | ヨーロッパ室内選手権 (en)     | ヨーテボリ       | 60mH   | 4位    | 7秒56         | 自己ベスト                    |
| 2013 | 世界選手権                    | モスクワ         | 110mH  | 準決勝 | 13秒49 (-0.3) | 予選13秒36 (+0.5)：自己ベスト |
| 2014 | 世界室内選手権                | ソポト           | 60mH   | 準決勝 | 7秒63         |                               |
| 2014 | ヨーロッパ選手権              | チューリッヒ     | 110mH  | 4位    | 13秒29 (+0.5) | ハンガリー記録                |
| 2015 | ヨーロッパ室内選手権 (en)     | プラハ           | 60mH   | 7位    | 7秒65         |                               |
| 2015 | 世界選手権                    | 北京             | 110mH  | 準決勝 | 13秒51 (-0.1) |                               |
| 2016 | 世界室内選手権                | ポートランド     | 60mH   | 6位    | 7秒65         |                               |
| 2016 | ヨーロッパ選手権              | アムステルダム   | 110mH  | 2位    | 13秒28 (0.0)  | ハンガリー記録                |
| 2016 | オリンピック                  | リオデジャネイロ | 110mH  | 準決勝 | 13秒52 (+0.5) |                               |
| 2017 | ヨーロッパ室内選手権 (en)     | ベオグラード     | 60mH   | 予選   | DQ            |                               |
| 2017 | 世界選手権                    | ロンドン         | 110mH  | 3位    | 13秒28 (0.0)  |                               |
| 2017 | ユニバーシアード (en)         | 台北             | 110mH  | 優勝   | 13秒35 (-0.5) |                               |
| 2018 | 世界室内選手権                | バーミンガム     | 60mH   | 準決勝 | 7秒64         |                               |